# Дубовая аллея (Санкт-Петербург)
Дубо́вая аллея — улица в Красногвардейском районе Санкт-Петербурга. Начинается от Рябовского шоссе в сторону Горелого ручья и заканчивается тупиком.

## История
Проезд до 1958 года не имел название и представлял собой дорогу, проходящую по территории 1-го Посёлка. Название присвоено 14 августа 1958 года, как указано в решении, «по характеру зелёных насаждений на улице».

## Транспорт
Ближайшая станция метро — «Ладожская».

## Пересечения
- Рябовское шоссе

## Достопримечательности
- Завод «Ржевка»